# TM2D3
TM2D3 (англ. TM2 domain containing 3) – білок, який кодується однойменним геном, розташованим у людей на 15-й хромосомі. Довжина поліпептидного ланцюга білка становить 247 амінокислот, а молекулярна маса — 27 118.
| 10         |  | 20         |  | 30         |  | 40         |  | 50         |
| ---------- |  | ---------- |  | ---------- |  | ---------- |  | ---------- |
| MAGGVLPLRG |  | LRALCRVLLF |  | LSQFCILSGG |  | EQSQALAQSI |  | KDPGPTRTFT |
| VVPRAAESTE |  | IPPYVMKCPS |  | NGLCSRLPAD |  | CIDCTTNFSC |  | TYGKPVTFDC |
| AVKPSVTCVD |  | QDFKSQKNFI |  | INMTCRFCWQ |  | LPETDYECTN |  | STSCMTVSCP |
| RQRYPANCTV |  | RDHVHCLGNR |  | TFPKMLYCNW |  | TGGYKWSTAL |  | ALSITLGGFG |
| ADRFYLGQWR |  | EGLGKLFSFG |  | GLGIWTLIDV |  | LLIGVGYVGP |  | ADGSLYI    |

A: Аланін

C: Цистеїн

D: Аспарагінова кислота

E: Глутамінова кислота

F: Фенілаланін

G: Гліцин

H: Гістидин

I: Ізолейцин

K: Лізин

L: Лейцин

M: Метіонін

N: Аспарагін

P: Пролін

Q: Глутамін

R: Аргінін

S: Серин

T: Треонін

V: Валін

W: Триптофан

Задіяний у такому біологічному процесі, як альтернативний сплайсинг. 
Локалізований у мембрані.